# Teatro all'italiana

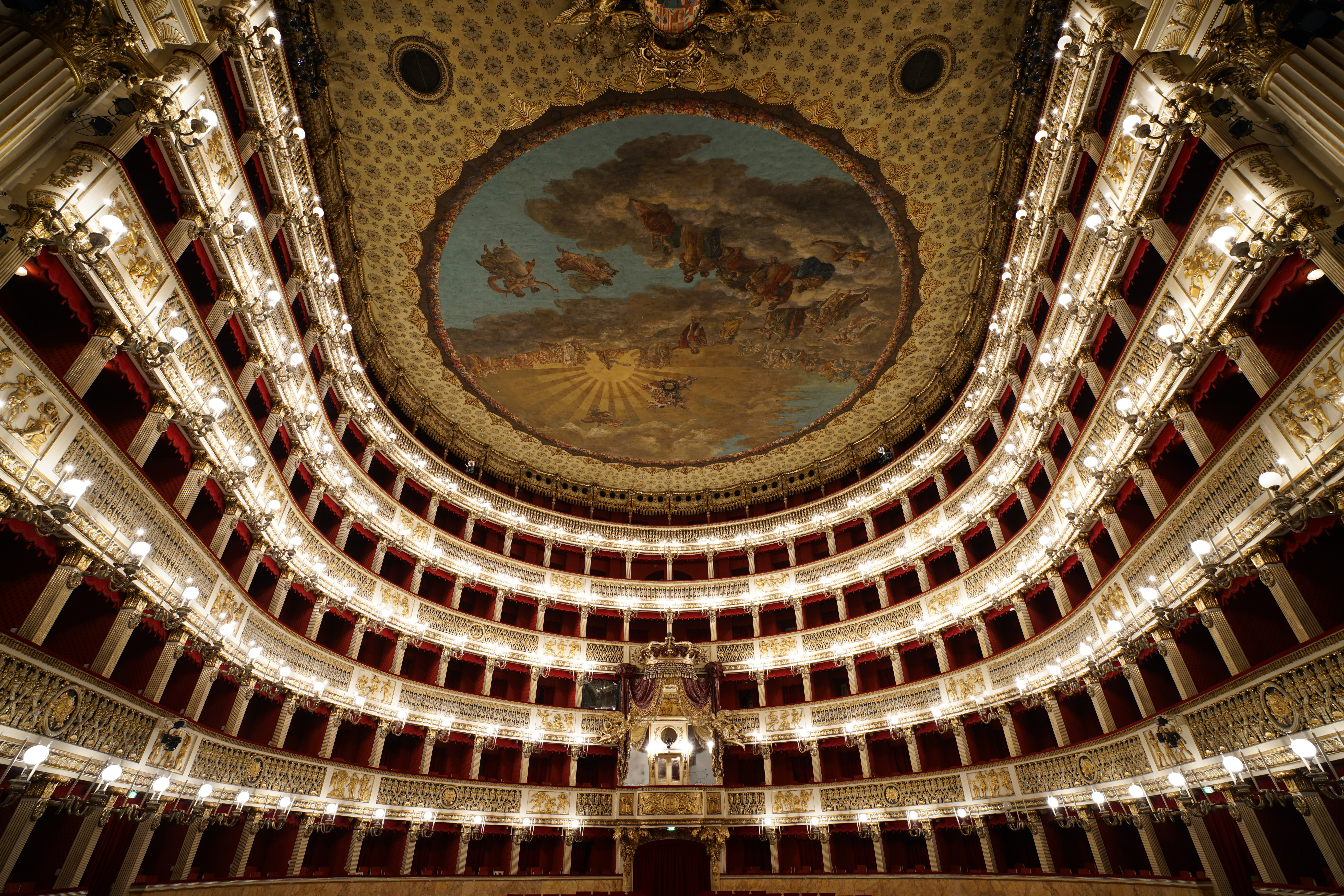
Interno del teatro San Carlo di Napoli

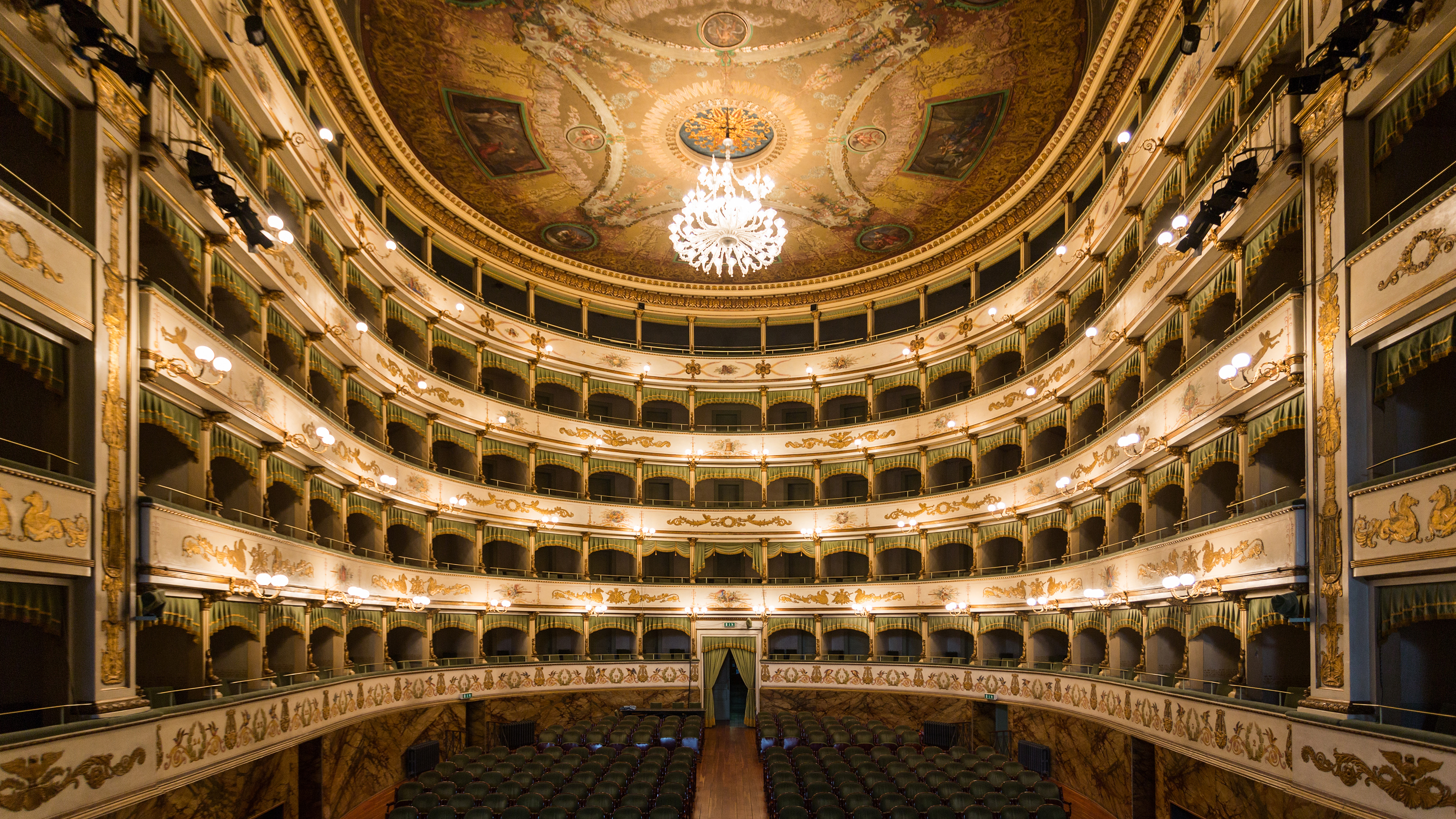
L'interno del Teatro Alessandro Bonci di Cesena

Il teatro all'italiana è il tipo di struttura teatrale caratteristica dell'architettura italiana particolarmente diffusa tra il XVIII e XIX secolo.
Le peculiarità architettoniche sono da ravvisarsi principalmente in alcune caratteristiche:
- La sala, da rettangolare tipica del teatro di corte diviene a forma di ferro di cavallo, creando una platea che diverrà col tempo, da spazio destinato al ballo, luogo deputato per una migliore visibilità dello spettacolo;
- L'eliminazione delle gradinate a favore della costruzione di palchi tra loro separati e divisi in altezza per ordini;
- Una maggiore profondità della scena per permettere l'utilizzo delle innovative quinte prospettiche e la possibilità, per l'attore, di recitare dentro e non davanti alla scena, come invece era consuetudine nel teatro rinascimentale.

## Genesi
La genesi del teatro all'italiana è da ricercarsi negli studi degli architetti umanisti del XVI secolo, che cercarono una comunione tra la pratica del teatro di corte, agito in cortili e stanze di forma rettangolare, ed il teatro greco e latino, i cui edifici sintetizzavano la necessità urbanistica a quella drammaturgica. Uno dei primi esempi di tale tentativo fu a Ferrara nel 1486, in occasione del fidanzamento di Isabella d’Este con Francesco Gonzaga, quando furono rappresentati i Menaechmi di Plauto e il Duca Ercole I fece costruire un teatro in legno provvisorio, con tribune rudimentali a gradinata semicircolare e case di legno che facevano da sfondo scenografico, nel Cortile Vecchio di Palazzo Ducale.
Altro esempio fu Teatro sul Campidoglio di Pietro Rosselli, struttura lignea provvisoria eretta a Roma nel 1513 in occasione di festeggiamenti pubblici per la famiglia Medici, nel quale confluiva il bisogno di adattamento delle antiche strutture teatrali (la gradinata per gli spettatori semiellittica ne è un esempio) a quelle normalmente in uso (la forma rettangolare, somigliante alle stanze delle corti dove era uso praticare l'arte teatrale).
Nel 1524 a Padova, Alvise Corner commissionò, all'architetto e pittore Giovanni Maria Falconetto, un complesso architettonico appositamente ideato per il giardino di casa sua, ove tenervi delle rappresentazioni teatrali, in conseguenza dell'interesse umanistico per il teatro antico: La Loggia e Odeo Cornaro, che riproduce fedelmente gli ordini classici. La struttura è costituita da uno spazio per il pubblico e da uno spazio scenico, formato da un palco e da uno sfondo teatrale, dove ci sono 5 vie di fuga ad arco, le cosiddette quinte. Vi vennero rappresentate le opere di Angelo Beolco detto il Ruzante, che di Alvise Corner era sovrintendente e uomo di fiducia.
Nel 1527 a Ferrara il duce Alfonso I d’Este diede incarico a Ludovico Ariosto di costruire e sovrintendere il primo teatro stabile d’Europa: il Teatro di Sala Grande di Corte: struttura lignea dotata di un palcoscenico sul quale era costruita una cittadella di legno dipinto, tridimensionale e praticabile al primo e secondo piano, e attrezzata con gradoni per il pubblico, questo spazio teatrale venne realizzato all’interno dell’odierno palazzo municipale, nella Sala di Corte Vecchia. Nel 1531 il teatro venne distrutto da un incendio.

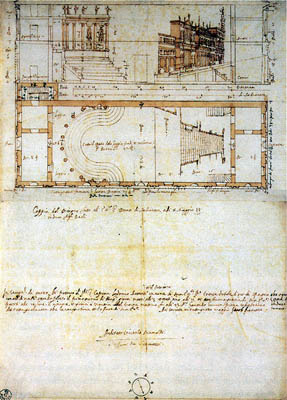
La pianta del Teatro all'antica di Sabbioneta.

Nel 1580 ebbe inizio la costruzione del Teatro Olimpico di Vicenza, su progetto di Andrea Palladio, che dotò la sala di una cavea semicircolare sul modello degli antichi teatri greci. Palladio si applicò alla difficile operazione di ricostruzione di un proscenio del teatro romano sulla base della interpretazione dei testi latini. La scena, la cui progettazione si deve a Vincenzo Scamozzi su esplicita richiesta dell'Accademia Olimpica, è profonda 12 metri e, con un gioco prospettico di quinte, rende l'illusione prospettica maggiore. In senso più strettamente drammaturgico, lo spazio della recitazione cambia: non si agisce più di fronte alla scena ma dentro di essa, potenziando in questo modo le possibilità sceniche e modificando lo spazio teatrale, in diretto riferimento alla città ideale rinascimentale. Nell'esempio del Teatro Olimpico numerosi scenografi ed architetti troveranno un punto di riferimento per le successive ideazioni dello spazio dedicato all'apparato scenografico, tecnico e di azione.
Nei primi degli anni ‘80 del ‘500, con lo scopo di recitarvi commedie durante il carnevale, furono costruiti due teatri nei pressi della chiesa di San Cassiano a Venezia, da due nobili famiglie: l’uno dai Michiel, e l’altro dai Tron. Di costruzione quasi contemporanea, presentavano caratteristiche che li distinguevano nettamente. Descritti da Sansovino come costruiti su una pianta ovale l’uno, e rotonda l’altro, differivano anche nell’assetto interno della sala: da una descrizione dell’epoca il Michiel appariva come una sala “in forma di anfiteatro” con gradoni in legno a formare una cavea, sovrastata da palchi, mentre il Tron, insediato su un lotto rettangolare e con una sala di forma ellittica, presentava una platea distribuita su un solo livello, circondata da un imprecisato numero di palchi. Le due sale presentavano quindi l’una un intreccio tra un impianto di ispirazione classica, con i gradoni in legno, cui si affiancava una essenziale novità, quella dei palchi, moltiplicati verticalmente nello spazio; mentre nel caso del teatro Tron, la sala presenta fin da subito le caratteristiche spaziali che diventeranno di lì a poco paradigma del teatro pubblico prima in Italia, e poi nel resto d’Europa: una platea su un solo livello, su cui affacciano diversi ordini di palchi sviluppati in altezza.
Nel febbraio 1586, presso il Palazzo degli Uffizi di Firenze, fu inaugurato il  Teatro Mediceo, progettato inizialmente nel 1560 da Giorgio Vasari, venne terminato dallo scenografo Bernardo Buontalenti.

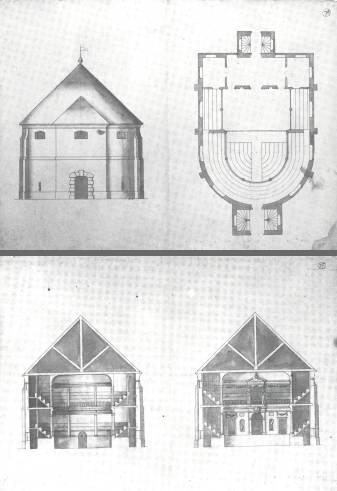
Progetto di Inigo Jones per un teatro (presumibilmente il Cockpit Theatre di Londra) del 1617 circa. La struttura risulta un compromesso tra il recupero dei teatri classici, le playhouses elisabettiane e le strutture europee coeve ad uso spettacolo

Sempre Vincenzo Scamozzi progettò il Teatro all'antica di Sabbioneta, che vide la luce tra il 1588 ed il 1590. L'ispirazione al Teatro Olimpico è evidente, come per il resto la sala ad emiciclo a "U", che rappresenta la sintesi tra il teatro dei classici e gli spazi della corte. La pianta ad U divenne quindi il compromesso tra il recupero dell'antichità classica e le nuove esigenze spaziali del teatro moderno.
Nel 1628 venne inaugurato a Parma il Teatro Farnese, con la rappresentazione dell’opera torneo Mercurio e Marte, libretto di Claudio Achillini, musiche di Claudio Monteverdi. Per la prima volta sul peristilio comparvero le loggette che anticipavano i palchi del teatro all’italiana.
Fu grazie agli studi di Ferdinando Galli da Bibbiena ed ai progetti del figlio Antonio che la sala dei teatri cambiò la forma da "U" alla cosiddetta "a campana": la differenza sostanziale era una larghezza maggiore del boccascena ed una sostanziale, seppur ridotta, migliorabilità visiva dai palchetti laterali. La comunione tra l'edificio scenico classico e quello moderno aveva infatti imposto una struttura la cui visibilità del palcoscenico era minore dai palchi laterali. Lo svasamento degli ordini, invece, donava una visibilità maggiore, seppur sempre limitata. Non erano, però, solo le migliorie ad interessare il lavoro degli architetti: la scoperta della prospettiva nella scena rendeva necessario un adattamento del punto di osservazione degli spettatori per godere dell'illusione scenica. Alcuni esempi di teatri con pianta a campana sono il Teatro Scientifico di Mantova, il Teatro Comunale di Bologna, il Teatro Filarmonico di Verona ed il Teatro della Concordia di Monte Castello di Vibio, il secondo più piccolo teatro all'italiana del mondo dopo quello di Villa Aldrovandi Mazzacorati a Bologna che può contenere fino a sole 80 persone.
Meno utilizzate furono le piante ovoidali e ad ellisse, ravvisabili principalmente nei teatri privati o di modeste dimensioni, spesso frutto di adattamenti di precedenti stabili. Un esempio di maestoso teatro costruito con pianta semiellittica fu però il Teatro Regio di Torino, distrutto da un incendio nel 1936 e ricostruito differentemente. Di particolare interesse il progetto, a firma dell'architetto Cosimo Morelli, del teatro Nuovo di Imola con pianta perfettamente ellittica presentato nel 1780 alla marchesa Lilla Cambiaso, così come il teatro Rossini di Lugo a firma dell'architetto Ambrogio Petrocchi, 1758-1760. È da sottolineare che gli studi degli architetti e degli scenografi si svilupparono, nel corso del XVII secolo, grazie alla fortuna del melodramma, che impose necessità di ripensare lo spazio scenico in favore di una maggiore spettacolarità e di dare nobiltà all'edificio teatrale come luogo convenzionalmente utilizzato dai ceti abbienti come luogo d'incontro.

## La divisione in palchetti

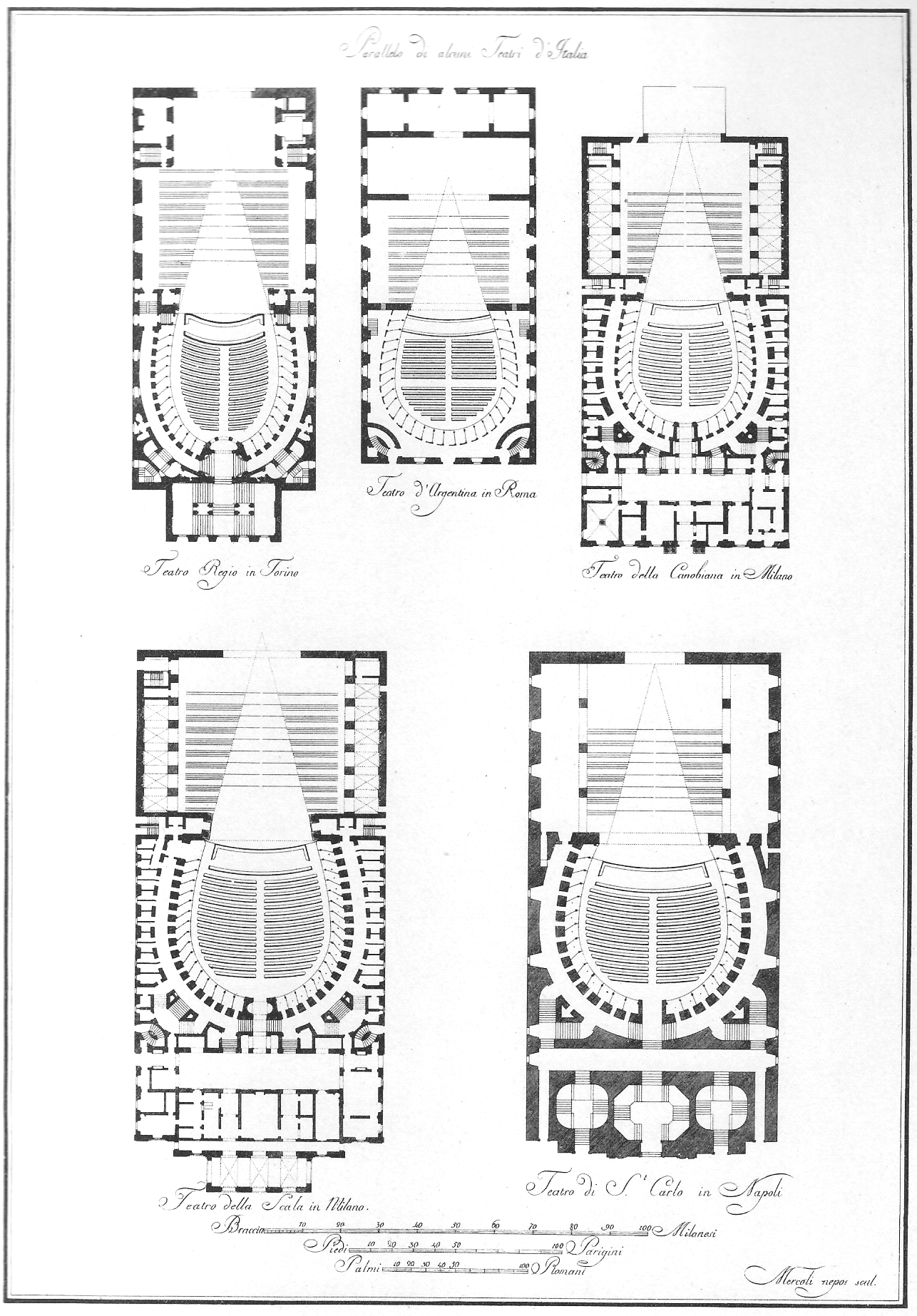
Pianta dei teatri d'Italia, incisione in rame di Gaetano Mercoli (1789)

Dai disegni conservati nella Biblioteca dell'Archiginnasio di Bologna datati circa alla metà del Seicento, viene documentato in maniera straordinaria come durante le sfarzose feste barocche quali l'annuale festa della porchetta, la piazza principale della città venisse delineata in spalti disposti a semicerchio, come se si trattasse di un edificio concluso vero e proprio, dotato di un ordine inferiore e uno superiore e con il pubblico ivi posto, che senza saperlo era già in un vero e proprio teatro d'opera. Inoltre venivano usate per la prima volta complesse macchine a pantografo, antesignane di quelle che poi verranno usate nel Teatro pubblico, ponti e delle strutture esterne che diventeranno poi le torri sceniche.
Il teatro all'italiana, con la sua divisione in palchetti, rappresentò emblematicamente la struttura sociale dell'Italia dell'epoca: mentre in platea, nei teatri pubblici, si radunava il popolo, i palchetti, la cui gestione era affidata a società di palchettisti, erano affittati annualmente agli aristocratici, che ne potevano fare uso anche per ricevervi degli invitati, mangiare e gestire la propria vita sociale in un salotto pubblico. I palchetti vengono citati in una descrizione della Sala del Palazzo del Podestà di Bologna risalente al 1615, andato in fumo nel 1623 e ricostruito nel 1639. Nel 1621 fu costruito a Napoli il Teatro S. Bartolomeo, per volere dei Governatori dell’Ospedale degli Incurabili, affinché accrescesse i suoi introiti grazie agli spettacoli teatrali, una struttura che contava ben 34 palchetti e 320 posti in platea. Distrutto da un incendio nel 1681 fu ricostruito due anni dopo, ma nel 1737 con l’apertura del San Carlo perse la sua egemonia nella città e lo stabile fu convertito in chiesa. I palchetti compaiono anche in un dipinto dell'epoca, raffigurante il Teatro delle quattro fontane, presso Palazzo Barberini di Roma, inaugurato nel 1632, dove si entrava su invito. Nel 1636 a Padova, per la rappresentazione dell'Ermonia, musiche di Giovanni Felice Sances e libretto di Pio Enea II Obizzi, fu allestito un teatro ligneo, corredato da cinque file di logge e palchettoni, appositamente costruito in una sala a Prà della Valle, avvalendosi del progetto e della scenografia di Alfonso Rivarola detto il Chenda, allievo di Gian Battista Aleotti. Il successo dell'Ermiona ispirò la famiglia Tron di Venezia a ricostruire il vecchio teatro a palchetti sovrastanti, distrutto da un incendio nel 1629, per poi trasformarlo, nella ricostruzione, nel primo teatro d'opera pubblico a pagamento con 5 ordini di palchetti sovrapposti: il S. Cassiano di Venezia, inaugurato nel 1637 con la rappresentazione dell'Andromeda, libretto di Benedetto Ferrari, musica di Francesco Manelli. Il teatro veneziano venne demolito nel 1812, ma esiste attualmente un progetto per ricostruirlo. Altro disegno dell'epoca testimonia la presenza di palchetti di legno sovrapposti nel Teatro della Pergola di Firenze, iniziato nel 1652 e ultimato nel 1661.
La distinzione dei ceti sociali venne aspramente criticata dagli illuministi, che vi ravvisarono una differenziazione e ghettizzazione dell'umanità. A poco a poco si approntarono anche i palchi reali, solitamente posti su un ordine di fronte al palcoscenico e destinati ad ospitare le famiglie reali: la loro larghezza, più ampia rispetto agli altri e la posizione centrale permettevano sia una migliore visibilità dell'intera scena sia una maggiore visibilità dei monarchi da parte degli astanti e degli attori. Sovente, comunque, alcuni componenti della famiglia reale preferivano assistere allo spettacolo prendendo posto nella Barcaccia o nei palchi di proscenio, che affacciavano direttamente sulla ribalta e permettevano di assistere, spesso non visti, alle performance degli attori ad una distanza ravvicinata.

Interno del teatro alla Scala

Con la costruzione del Teatro San Carlo di Napoli su progetto di Giovanni Antonio Medrano, fu introdotta la struttura "a ferro di cavallo", la cui pianta subiva, rispetto alla sala "a campana", un lieve restringimento del boccascena con la curvatura verso l'interno degli ordini di palchi: in compenso, si approfondiva e si alzava la capienza del retropalco per ospitare torri sceniche e macchine sceniche sempre più complesse. Così dal Teatro San Carlo di Napoli nacque il modello di teatro all’italiana. Successivi esempi di questo tipo di teatro furono il Teatro Argentina di Roma, La Fenice di Venezia, il Teatro Massimo Vincenzo Bellini di Catania, il Teatro Massimo di Palermo e il Teatro alla Scala di Milano.
Il modello del teatro all'italiana, sulla scia del successo del melodramma, fu presto importato ed imitato in tutta Europa sino al XX secolo inoltrato, diventando di fatto una delle principali tipologie di strutture teatrali edificate e divenendo al contempo un simbolo non solo del teatro come edificio ma anche della concezione dell'arte teatrale e della sua fruizione: le riflessioni dei teorici del teatro contemporaneo modificarono profondamente questa idea, svincolando le manifestazioni teatrali dall'obbligo delle convenzioni imposte dal teatro all'italiana.